# Jack’s Family Adventure
Jack’s Family Adventure, auch bekannt als Vickery’s Wild Ride, ist ein US-amerikanischer Fernsehfilm aus dem Jahr 2010. Der Film ist ein Remake von Die Abenteuer der Familie Robinson in der Wildnis (1975).

## Handlung
Der erfolgreiche Werbefachmann Jack Vinckery möchte eine engere Bindung zu seiner Familie aufbauen, indem er seine Frau und die beiden Kinder zu einem einmonatigen Urlaub in einer Hütte auf dem Land, die er vor kurzem geerbt hat, einlädt. Nach ersten Problemen mit der ungewohnten Situation beginnt sich die Familie an das Landleben zu gewöhnen, wobei sie der Cowboy „Wild“ Bill Cohen unterstützt.

## Hintergrund
Der Film wurde erstmals am 17. Juli 2010 auf dem Hallmark Channel ausgestrahlt. Drehorte waren Angeles National Forest, Kalifornien, El Dorado County und Placerville.
In Italien wurde der Film synchronisiert und unter dem Titel Ritorno alla natura (dt.: Zurück zur Natur) am 14. Juni 2010 auf Canale 5 ausgestrahlt.

## Kritiken
“High-achieving city dwellers learn to reassess their priorities in this predictable fish-out-of-water tale. Jonathan Silverman heads up the gadget-addicted clan who get a real taste of old-fashioned family values when they reluctantly holiday at a no-frills mountain cabin left to them by an uncle. Naturally, initial loathing of their primitive surroundings quickly makes way for enthusiastic acceptance and plenty of parent-teen bonding, as the unsubtle script hammers home messages about personal happiness and the evils of mobile-phone culture. It's all very idealistic and, contrary to the title's suggestion, generally rather bland, with the result that the American countryside has more impact than events themselves.”

„Leistungsstarke Stadtbewohner lernen in dieser vorhersehbaren Fisch-aus-dem-Wasser-Geschichte, ihre Prioritäten neu zu bewerten. Jonathan Silverman leitet den gerätesüchtigen Clan, der einen echten Vorgeschmack auf altmodische Familienwerte bekommt, wenn sie widerwillig in einer schnörkellosen Berghütte Urlaub machen, die ihnen ein Onkel hinterlassen hat. Natürlich weicht die anfängliche Abneigung gegen ihre primitive Umgebung schnell einer enthusiastischen Akzeptanz und viel Eltern-Teenager-Bindung, während das unsubtile Drehbuch Botschaften über persönliches Glück und die Übel der Handykultur einhämmert. Das ist alles sehr idealistisch und entgegen dem Titel eher nüchtern, so dass die amerikanische Landschaft mehr Einfluss hat als die Ereignisse selbst.“